# Sulligent
 Sulligent és una població dels Estats Units a l'estat d'Alabama. Segons el cens del 2000 tenia 2.151 habitants.

## Demografia
Segons el cens del 2000, Sulligent tenia 2.151 habitants, 901 habitatges, i 637 famílies La densitat de població era de 105,8 habitants/km².
Dels 901 habitatges en un 29,2% hi vivien nens de menys de 18 anys, en un 52,9% hi vivien parelles casades, en un 13,7% dones solteres, i en un 29,3% no eren unitats familiars. En el 28% dels habitatges hi vivien persones soles el 15,2% de les quals corresponia a persones de 65 anys o més que vivien soles. El nombre mitjà de persones vivint en cada habitatge era de 2,39 i el nombre mitjà de persones que vivien en cada família era de 2,9.
Per edats la població es repartia de la següent manera: un 23,6% tenia menys de 18 anys, un 9,1% entre 18 i 24, un 26,8% entre 25 i 44, un 24,4% de 45 a 60 i un 16,1% 65 anys o més.
L'edat mediana era de 39 anys. Per cada 100 dones hi havia 87,2 homes. Per cada 100 dones de 18 o més anys hi havia 84,2 homes.
La renda mediana per habitatge era de 26.541 $ i la renda mediana per família de 30.645$. Els homes tenien una renda mediana de 29.966 $ mentre que les dones 19.537 $. La renda per capita de la població era de 15.794 $. Aproximadament el 18% de les famílies i el 21% de la població estaven per davall del llindar de pobresa.

## Poblacions properes
El següent diagrama mostra les poblacions més properes.